# Tét
Tét là một thành phố thuộc hạt Győr-Moson-Sopron, Hungary. Thành phố này có diện tích 56,35 km², dân số năm 2010 là 3976 người, mật độ 71 người/km².